# Mirgorod (Gogol)
Mirgorod (1835, Миргород), česky též jako Mirhorod, je kniha obsahující čtyři povídky od ruského prozaika a dramatika ukrajinského původu Nikolaje Vasiljeviče Gogola (1809–1852). Kniha se jmenuje podle toho, že se její příběhy odehrávají v malém ukrajinském městečku Mirgorod (ukrajinsky Myrhorod) nebo v jeho nejbližším okolí. Je napsána na rozhraní romantismu a realismu a Gogol sám ji označil za pokračování svého úspěšného dvoudílného cyklu humorně i strašidelně laděných povídek a pohádek z Ukrajiny Večery na samotě u Dikaňky (1831–1832, Вечера на хуторе близ Диканьки), jednotlivé příběhy však zde nevypráví fiktivní vypravěč, ale sám autor.

## Obsah jednotlivých povídek
- Starosvětští statkáři (Старосветские помещики), povídka s tématem zhoubného vlivu společenského parazitismu.
- Taras Bulba (Тарас Бульба), romantická historická novela, nejznámější příběh knihy, odehrávající se v 16. nebo 17. století, kdy byl ukrajinský lid nucen bránit svou svobodu nejen proti polské šlechtě, ale i krutým Tatarům. Hlavními hrdiny novely je Taras Bulba a jeho dva synové, Ostap a Andrej, příslušníci záporožského kozáctva sídlícího na Síči, kterým nejsou cizí vlastnosti jako statečnost, velkorysost, živelná veselost, silné náboženské cítění (kozáci jsou pravoslavní křesťané), schopnost podřizovat se většině a také stavět pocit odpovědnosti ke skupině spolubojovníků nad rodinné a milostné svazky. Toho však není schopen Tarasův mladší citlivý syn Andrej (pravý opak Ostapa), který přeběhne při obléhání jednoho polského města kvůli milované ženě k nepříteli, za což jej Taras Bulba prokleje a vlastní rukou zabije. Nakonec jsou kozáci poraženi a mezi zajatci je i Tarasův syn Ostap, zvolený mezitím kozáckým velitelem. Tarase Bulbu zachrání jeho přátelé. Od té doby je Taras zamlklý, a myslí na svého syna Ostapa. Podplatí žida, kterého předtím zachránil, aby mu zařídil setkání se synem. Žid to zařídí, a Taras je svědkem Ostapovy popravy. Příběh končí dalšími boji kozáků na polském území, kde se Taras Bulba mstí za synovu smrt. Nakonec je ale Tarasův oddíl přepaden značnou přesilou u jakési zříceniny na břehu Dněstru. Kozáci se dlouho brání, ale nakonec se musí dát na ústup. Cestou ale Tarasovi upadne dýmka, a Taras prohlásí, že ani kozácká dýmka nesmí padnout do ruky Polákům. Zastaví a vrátí se pro ní. Poláci ho chytí, přivážou ke stromu řetězem, ruce přitlučou hřeby a upálí jej. Taras umírá hrdě a je rád, že ostatní kozáci uprchli. Podle novely složil český skladatel Leoš Janáček stejnojmennou symfonickou báseň a ukrajinský skladatel Mykola Lysenko (1842–1912) roku 1890 stejnojmennou operu.

- Vij (Вий), hrůzostrašná povídka, považovaná někdy za poslední romantické Gogolovo dílo, spojuje magické prvky ukrajinských lidových vyprávění s realistickým popisem vesnického života. Hlavní postavou je student bohosloveckého semináře v Kyjevě „filozof“ Choma Brut (filozofy byli v semináři neoficiálně zváni studenti třetího ročníku), který na konci školního roku putuje s dalšími dvěma druhy do domovské vsi na prázdniny. Cestou přenocují u stařeny, která Chomu očaruje a přinutí, aby ji nosil vzduchem. Při dopadu na zem mladík čarodějnici zbil klackem, ta se zhroutila a změnila se v krásnou mladou dívku. Choma v hrůze prchá a otřesen podivným zážitkem se vrací do Kyjeva. Po návratu do kláštera je však představeným poslán na statek bohatého kozáckého důstojníka, kde je donucen modlit se v místním zříceném pravoslavném kostele nad rakví náhle zemřelé panské dcerky, která si ho před svou smrtí za tímto účelem vyžádala, aniž by jí mladík znal. Choma v ní ke své hrůze pozná čarodějnici, kterou zřejmě klackem ubil.První noc dívka vstane z rakve a snaží se mladíka napadnout. Toho zachrání modlitby a ochranný kruh nakreslený křídou na podlaze. Do rakve zažene oživlou čarodějnici až první ranní kohoutí zakokrhání. To se opakuje i druhou noc, přičemž kolem již létají okřídlení démoni. Kruh však opět vydrží a mladík přežije i tuto noc, ale zbělají mu hrůzou vlasy. Ve dne se snaží uprchnout, ale je kozáky lapen a donucen strávit i třetí noc u mrtvé. Ta se opět probouzí a povolává vlkodlaky, ďábly, běsy a další přízraky. Následující strašlivý boj o svůj život nakonec Choma prohraje. Když už si s ním příšery nevědí rady, povolají si na pomoc Vije, což je podle východoslovanské mytologie trpasličí král s ničivým pohledem, nejmocnější ze všech přízraků. Gogol ho popisuje jako podsaditého a nemotorně se kymácejícího statného staříka, který je celý olepen černou hlínou a jehož ruce a nohy ční z jeho těla jako žilnaté, pevné kořeny. Má železnou tvář a železné prsty a je prakticky slepý, protože má těžká dlouhá víčka sahající až k zemi, které sám nedokáže nadzvednout. Proto ho musí provázet jeho pekelní pomocníci. Když mu na jeho příkaz oční víčka nadzdvihnou, nikdo se do jeho očí nesmí podívat, jinak zahyne. A tento osud potkal právě Chomu. Podíval se Vijovi do očí a „v mrákotách se skácel k zemi a duše z něho strachy vyletěla“.
- Vyprávění o tom, jak se Ivan Ivanovič rozkmotřil s Ivanem Nikiforovičem (Повесть о том, как поссорился Иван Иванович с Иваном Никифоровичем), groteskní povídka, líčící „strašlivé, otřásající bahno malichernosti“, vypráví o dvou přátelích, kteří se kvůli nicotnému problému začnou na smrt nenávidět, soudí se spolu a dělají si strašlivé naschvály.

## Filmové adaptace
- Vij (1909, Вий), Rusko, režie Vasilij Michajlovič Gončarov, němý film, nedochoval se.
- Vij (1916, Вий), Rusko, režie Vladislav Alexandrovič Starevič, němý film, nedochoval se.
- Taras Bulba (1924), Německo, režie Wladimir von Strischewski, němý film,
- Taras Bulba (1936, Tarass Boulba), Francie, režie Alexis Granowsky,
- Odbojný syn Tarase Bulby (1938, The Rebel Son of Taras Bulba), Velká Británie, režie Adrien Brunel, Albert de Courville a Alexis Granowsky,
- Jak se Ivan Ivanovič rozkmotřil s Ivanem Nikiforovičem (1941, Как поссорился Иван Иванович с Иваном Никифоровичем), Sovětský svaz,
- Ďáblova maska (1960, La Maschera del demonio), Itálie, režie Mario Bava, na motivy povídky Vij,
- Taras Bulba (1962), USA, režie J. Lee Thompson, v hlavní roli Tony Curtis, Yul Brynner
- Taras Bulba (1963, Taras Bulba, il cosacco), Itálie, režie Ferdinando Baldi,
- Šejk z Agadiru (1966, O Sheik de Agadir), Brazílie, režie Régis Cardoso a Henrique Martins, na motivy novely Taras Bulba,
- Vij (1967, Вий), Sovětský svaz, režie Konstantin Jeršov a Georgij Kropačov,
- Mirgorod a jeho obyvatelé (1983, Миргород и его обитатели), Sovětský svaz, režie Michal Iljenko, televizní film,
- Ďáblova maska (1989, La Maschera del demonio), Itálie, režie Lamberto Bava, remake stejnojmenného filmu z roku filmu 1960 na motivy povídky Vij,
- Svaté místo (1990, Свето место), Jugoslávie, režie Djordje Kadijevic,
- Vij (1996, Вій), Ukrajina, režie Pavol Zarudin, animovaný film, viz ČSFD,
- Vědma (2006, Ведьма), Rusko, režie Oleg Fesenko, na motivy povídky Vij,
- Vij (2014, Вий), Rusko, Ukrajina, Česko, Německo, Velká Británie, režie Oleg Stepčenko, viz ČSFD,
- Taras Bulba (2009, Тарас Бульба), Rusko, režie Vladimír Bortko, připravovaný film.

## Česká vydání
- Taras Bulba: obraz starého Kozáctwa na Ukrajině, Jaroslav Pospíš, Praha 1846, přeložil Karel Vladislav Zap, znovu 1847. Dostupné online.
- Pověst o tom, kterak se rozhněvali pan Matěj s panem Matoušem, Jaroslav Pospíš, Praha 1846, přeložil Karel Havlíček Borovský, znovu F. Bačkovský, Praha 1893.
- Starosvětští statkáři, Štědrovečerní noc, Výroční trh v Soročincích, Alois Hynek, Praha, 1883, přeložil J. Wagner,
- Mirgorod, Novelly a arabesky, Jan Otto, Praha, 1893, přeložil Ignác Hošek,
- Nos, Starosvětská šlechta, F. Bačkovský, Praha 1893, přeložil Karel Havlíček Borovský,
- Mirgorod, A. Erhart, Praha 1909, přeložil A. Erhart,
- Taras Bulba, Jan Otto, Praha, 1918, přeložil Ignác Hošek, znovu 1927.
- Mirgorod: povídky, které jsou pokračováním Večerů na dědince nedaleko Dikaňky, Stanislav Minařík, Praha 1931, přeložil Stanislav Minařík,
- Poslední výprava Tarasa Bulby: Z obrazu života kozáků zaporožských, Josef Hokr, Praha 1935, vybral a přeložil František Páta,
- Vij, Václav Pour, Praha 1946, přeložil Jan Rey,
- Taras Bulba, ELK, Praha, 1947, přeložila Žofie Pohorecká,
- Taras Bulba, Bedřich Morávek, Praha, 1947, přeložil Petr Křička, znovu Mladá fronta, Praha 1950, SNDK, Praha 1952 a 1959, Naše vojsko, Praha 1953, 1955 a 1966 a Albatros, Praha 1973.
- Taras Bulba, Státní nakladatelství, Praha, 1948, přeložil Petr Denk, znovu 1949.
- Výbor z díla I. Svoboda, Praha 1949, znovu 1952, svazek obsahuje mimo jiné také Mirhorod v překladu Petra Křičky a dalších.
- Fanatastické povídky Svoboda, Praha 1968, svazek obsahuje mimo jiné také povídku Vij.
- Povídky, Odeon, Praha 1975, svazek obsahuje mimo jiné i Mirhorod.